# Oliviero Fabiani

a Compétitions nationales et continentales officielles uniquement.

b Matchs officiels uniquement.
Dernière mise à jour le 18 août 2019.
Oliviero Fabiani, né la 13 juillet 1990 à Rome, est un joueur international italien de rugby à sept et à XV, qui évolue au poste de talonneur au sein des Zebre.

## Biographie
Né à Rome en 1990, il s’est d'abord entraîné dans le Primavera, club mineur de la capitale, puis au sein de la S.S. Lazio avec laquelle il a fait ses débuts au plus haut niveau italien lors de la saison 2010-11. 
En 2012, il devient international à sept, assurant même par la suite le capitanat de l'équipe pendant les Sevens Grand Prix Series. 
Après quatre saisons dans le latium, il rejoint la nouvelle franchise des Zebre de Parme qui fait ses débuts dans la Guinness Pro12 et dans les compétitions européennes. 
À l'été 2015, il est appelé en équipe d'Italie émergente (it) pour disputer la Tbilissi Cup, marquant un essai lors du match contre l'Uruguay, puis, un an plus tard, le 12 mars 2016, il fait ses débuts avec l'équipe nationale senior pour le Six Nations.